# ジョセフ・ルイ・ゲイ＝リュサック
ジョセフ・ルイ・ゲイ＝リュサック（ゲーリュサックなどとも、Joseph Louis Gay-Lussac [ʒɔzɛf lwi ɡɛlysak]、1778年12月6日 - 1850年5月9日）は、フランスの化学者 、物理学者である。気体の体積と温度の関係を示すシャルルの法則の発見者の一人である。アルコールと水の混合についても研究し、アルコール度数のことを「ゲイ＝リュサック度数」と呼ぶ国も多い。弟子に有機化学の確立に貢献したユストゥス・フォン・リービッヒがいる。
なお、フランス語でのJoseph Louis Gay-Lussacの発音を日本語に音写すれば、「ジョゼフ・ルイ・ゲ＝リュサック」が原音に最も近いといえるだろう。

## 生涯
リモージュ近郊のサン＝レオナール＝ド＝ノブラに生まれた。家庭で教育を受けていたが、1794年に父がロベスピエールの恐怖政治の犠牲となって逮捕されたため、パリに行ってエコール・ポリテクニーク（国立理工科学校）に入学する準備を開始。1797年に入学した。3年後、国立土木学校 (Ecole des Ponts et Chausses) に移り、間もなく指導教官クロード・ルイ・ベルトレーにつく。1802年に理工科学校の化学者アントワーヌ・フールクロアの助手になり、その後1809年に化学の教授になった。1808年から1832年までソルボンヌ大学で物理学の教授を務めたが、パリ植物園の化学の教授の職を務めるためにソルボンヌを辞めた。1821年、スウェーデン王立科学アカデミーの外国人会員に選ばれた。1831年、下院のオート＝ヴィエンヌ県代表に選ばれ、1839年には上院議員となった。
1809年、 ジュヌヴィエーヴ＝マリ＝ジョゼフ・ロジョ（Geneviève-Marie-Joseph Rojot）と結婚。彼女は服地店の店員だったが、カウンターで化学の教科書を学んでいたのをゲイ＝リュサックが見て、知り合うようになった。5人の子をもうけた。長男ジュール（Jules）はギーセンのユストゥス・フォン・リービッヒの助手となった。ジュールにもいくつか著書があり、ファーストネームのイニシャルが父と同じであるため (J. Gay-Lussac)、時々混同されることがある。
パリで亡くなり、ペール・ラシェーズ墓地に埋葬された。
子孫の一部はブラジルやカナダにも住んでいる。

## 業績

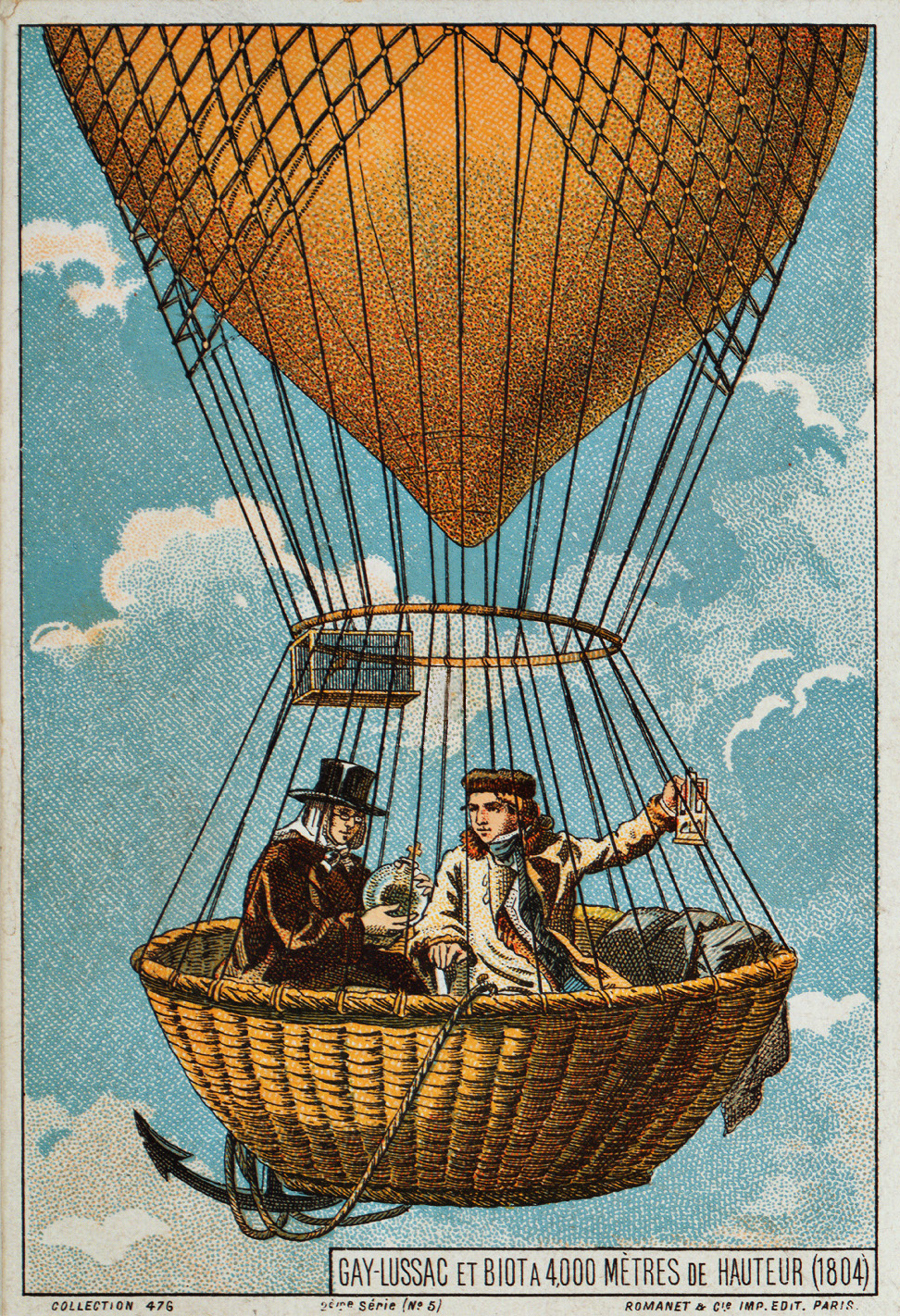
気球に乗るゲイ＝リュサックとビオ

- 1802年、気体の体積が温度上昇に比例して膨張するという法則「ゲイ＝リュサックの法則」を発表した。ジャック・シャルルがゲイ＝リュサックより前に発見していたことからシャルルの法則と呼ばれることが多い。
- 1804年、ジャン＝バティスト・ビオとともに熱気球に乗り、6400mの高度まで上がって地球大気の調査を行った。ゲイ＝リュサックの目的は、異なる高度の大気サンプルを集め、温度と湿度の関係を記録することだった。
- 1805年、アレクサンダー・フォン・フンボルトと共同で、大気組成が気圧（高度）によって変化しないことを発見した。彼らはまた、水が体積比で水素2と酸素1でできることを発見した（気体反応の法則）。
- 1808年、気体反応の法則を発表するとともに、ルイ・テナールと共同でホウ素の単離に成功した。
- 1810年、ルイ・テナールと共同で、塩素酸カリウムとの化学反応で発生した CO2 と O2 を測定することによる定量的分析法を開発した。
- 1811年、ヨウ素が元素であるとし、その特性を詳述し、iode という名称を提案した[3]。
- 1824年、新型のビュレットを開発した。またインディゴの水溶液を作る方法の標準化についての論文の中で、ピペット (pipette) および ビュレット (burette) という用語を世界で初めて使った[4]。
- 硫酸合成の鉛室法を改良し、1827年に、鉛室で生成した窒素酸化物を回収するため、鉛室の後段に接続するゲイ＝リュサック塔を考案した。

なお、パリにはゲイ＝リュサックの名を冠した通りがあり、生誕地サン＝レオナール＝ド＝ノブラにもゲイ＝リュサックの名を冠した通りや広場がある。

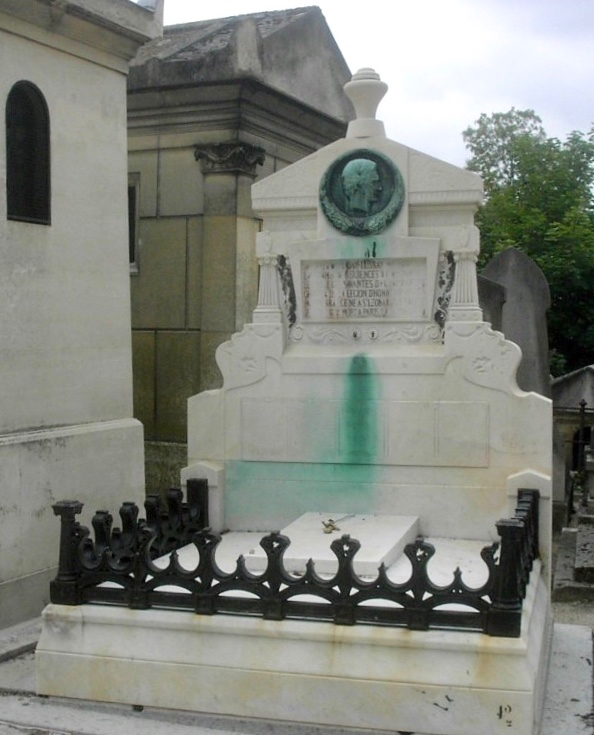
ゲイ＝リュサックの墓